# Jaskinia na Skałce
Jaskinia na Skałce – jaskinia w Dolinie Bolechowickiej. Administracyjnie znajduje się w gminie Zabierzów w powiecie krakowskim, w województwie małopolskim. Pod względem geograficznym jest to obszar Wyżyny Olkuskiej wchodzący w skład Wyżyny Krakowsko-Częstochowskiej.

## Opis obiektu
Schronisko znajduje się w lewych zboczach porośniętej lasem części doliny. Zlokalizowane jest około 10 m powyżej szlaku turystycznego wiodącego doliną, w miejscu gdzie zakręca on na prawo. Otwór schroniska ma ekspozycję północno-zachodnią i ze szlaku jest niewidoczny. Ma wysokość 0,4 m i szerokość 1,2 m. Prowadzi od niego wznoszący się korytarz osiągający wysokość do 2 m i w połowie długości skręcający na prawo. Metr za otworem na lewo odbiega boczny korytarzyk kończący się szczeliną.
Jest to jaskinia krasowa powstała w wapieniach z jury późnej. Jej ściany są nierówne i silnie skorodowane. Miejscami na stropie występują żółte naloty, białe naloty mleka wapiennego i nacieki grzybkowe. Namulisko skąpe, gliniasto-lessowe z domieszką gruzu wapiennego. Jaskinia jest wilgotna. Światło dociera tylko do początkowych partii otworu. W jego zasięgu na ścianach rosną glony i mchy. W jaskini obserwowano pająki i motyla szczerbówkę ksieni.

## Historia poznania i eksploracji
Jaskinia znana była od dawna. W 1878 r. jej namulisko przekopywał archeolog Gotfryd Ossowski. Znalazł w niej krzemienne odłupki świadczące o pobycie w jaskini ludzi prehistorycznych. W 1951 r. opisał ją Kazimierz Kowalski jako Schronisko na Skałce. On też sporządził pierwszy plan jaskini. W 1977 r. jaskinię pomierzył M. Czepiel i sporządził jej aktualny plan.

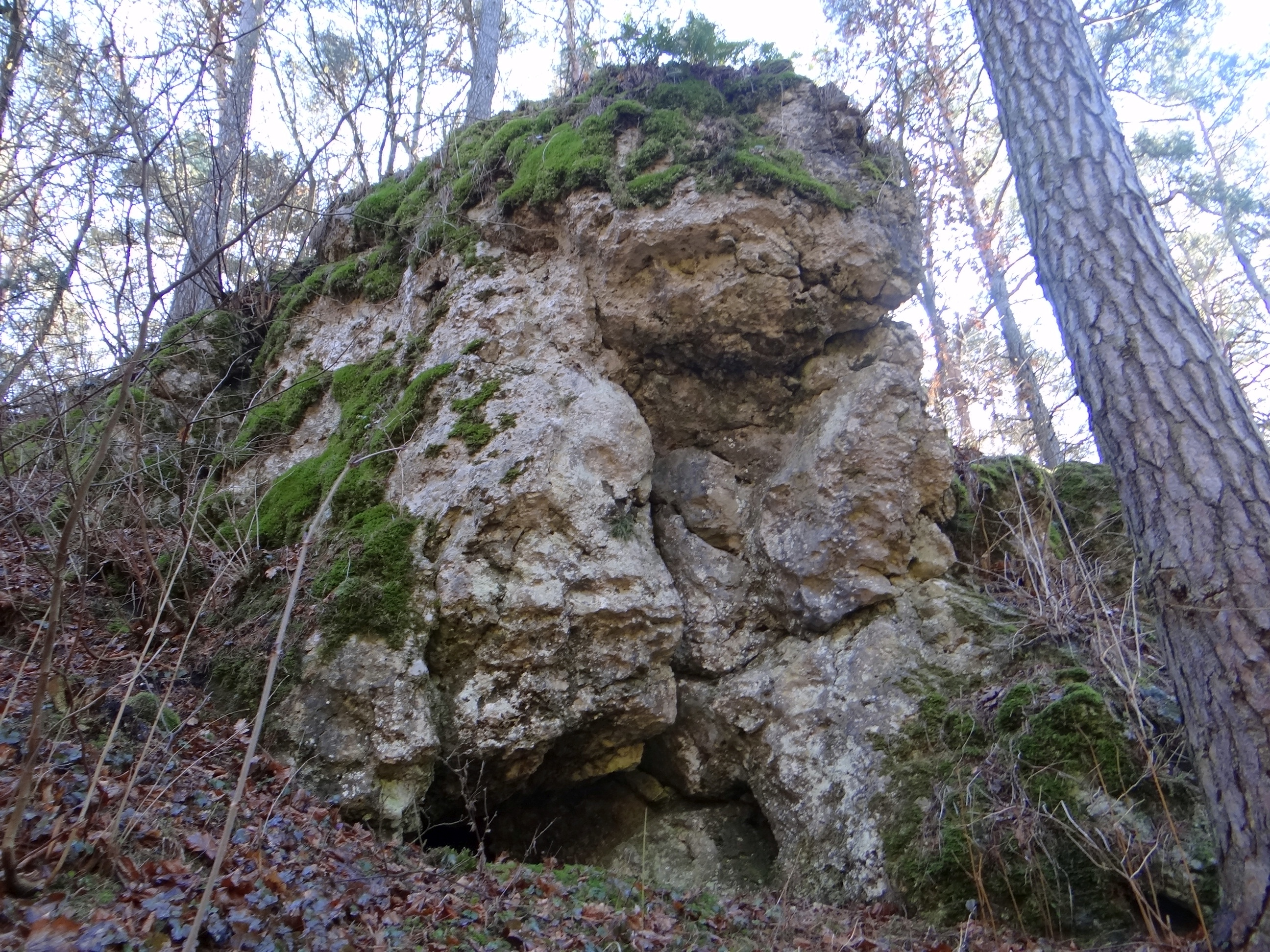
Skała z otworem
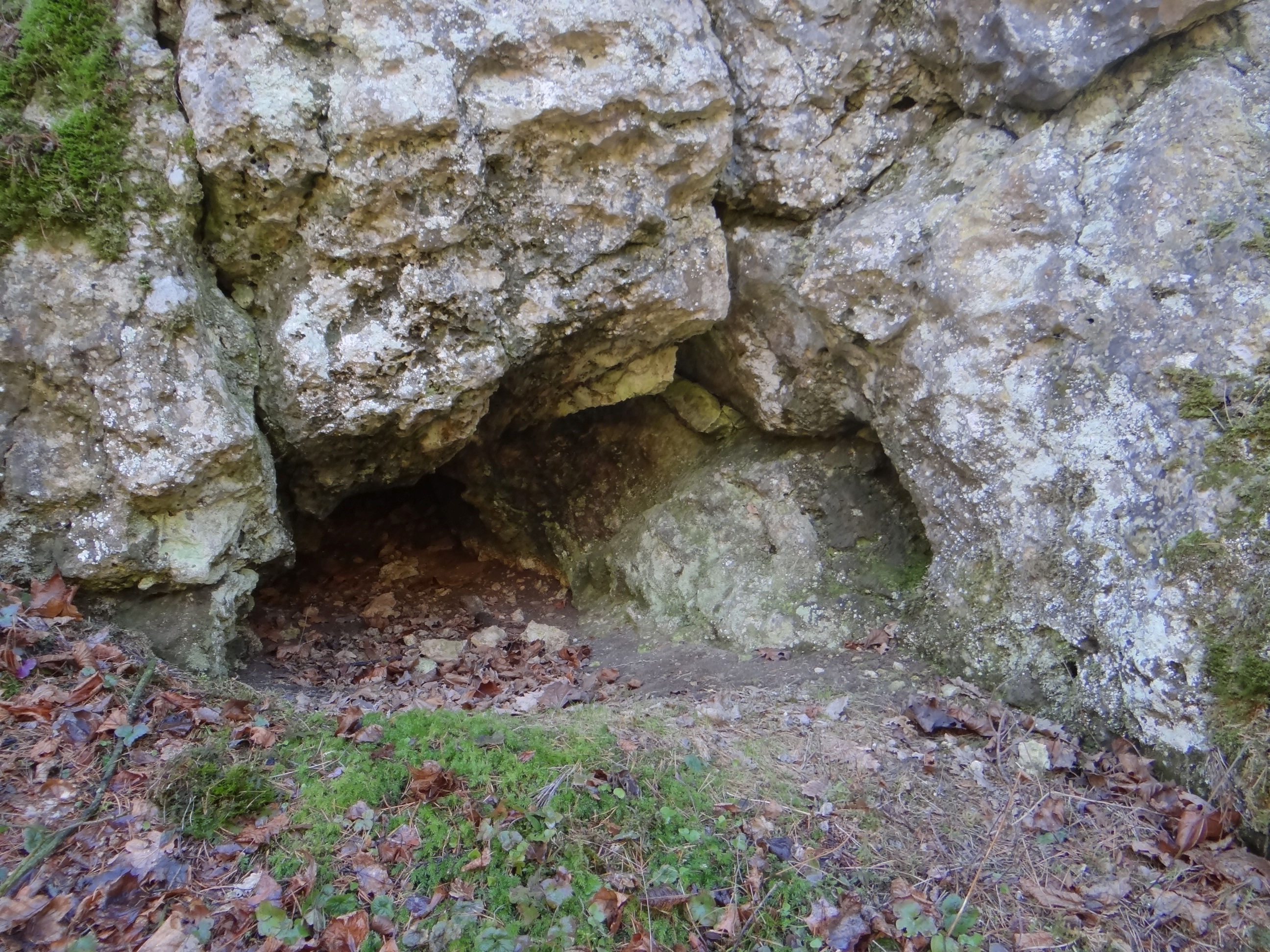
Otwór
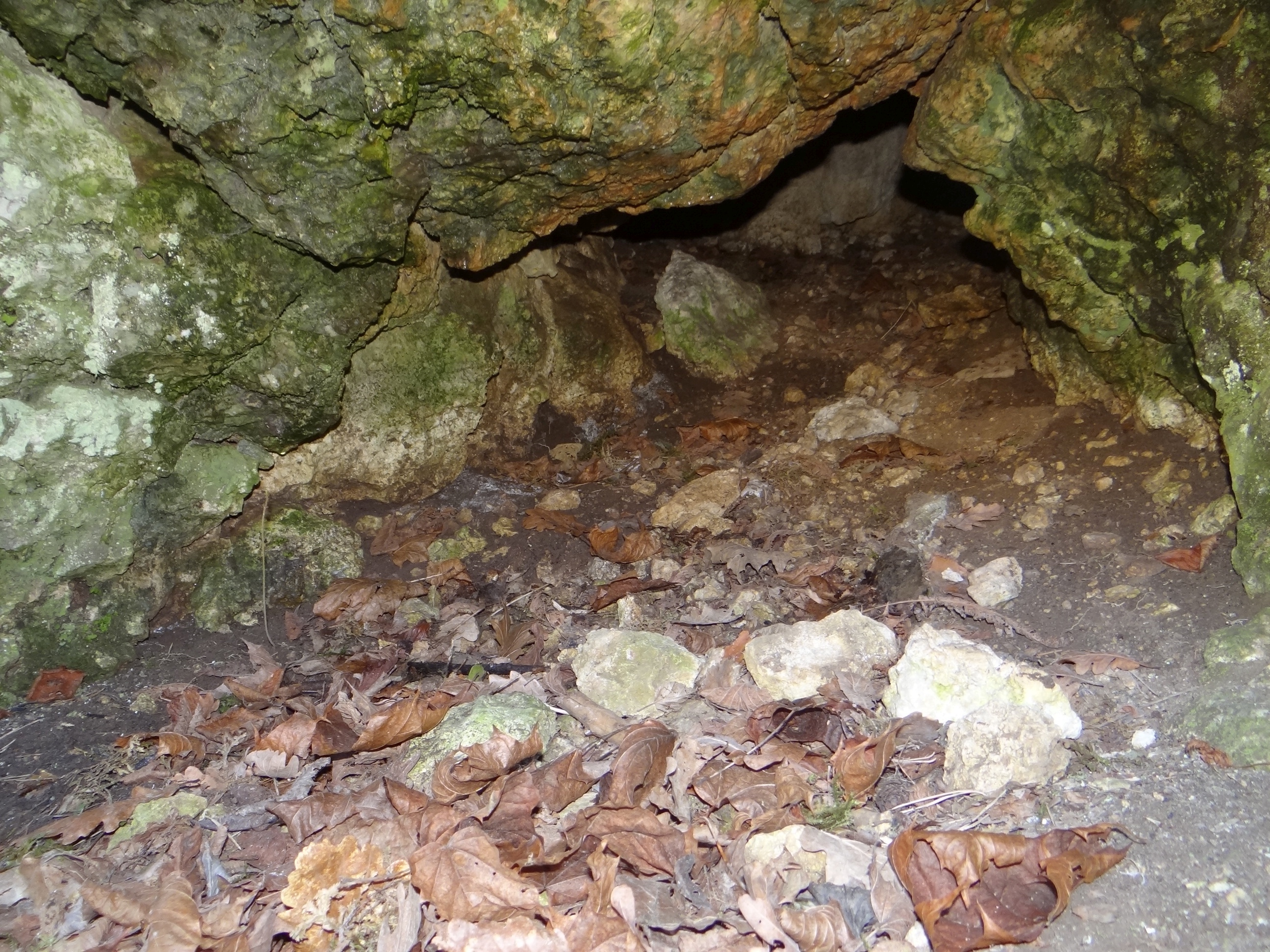
Korytarz
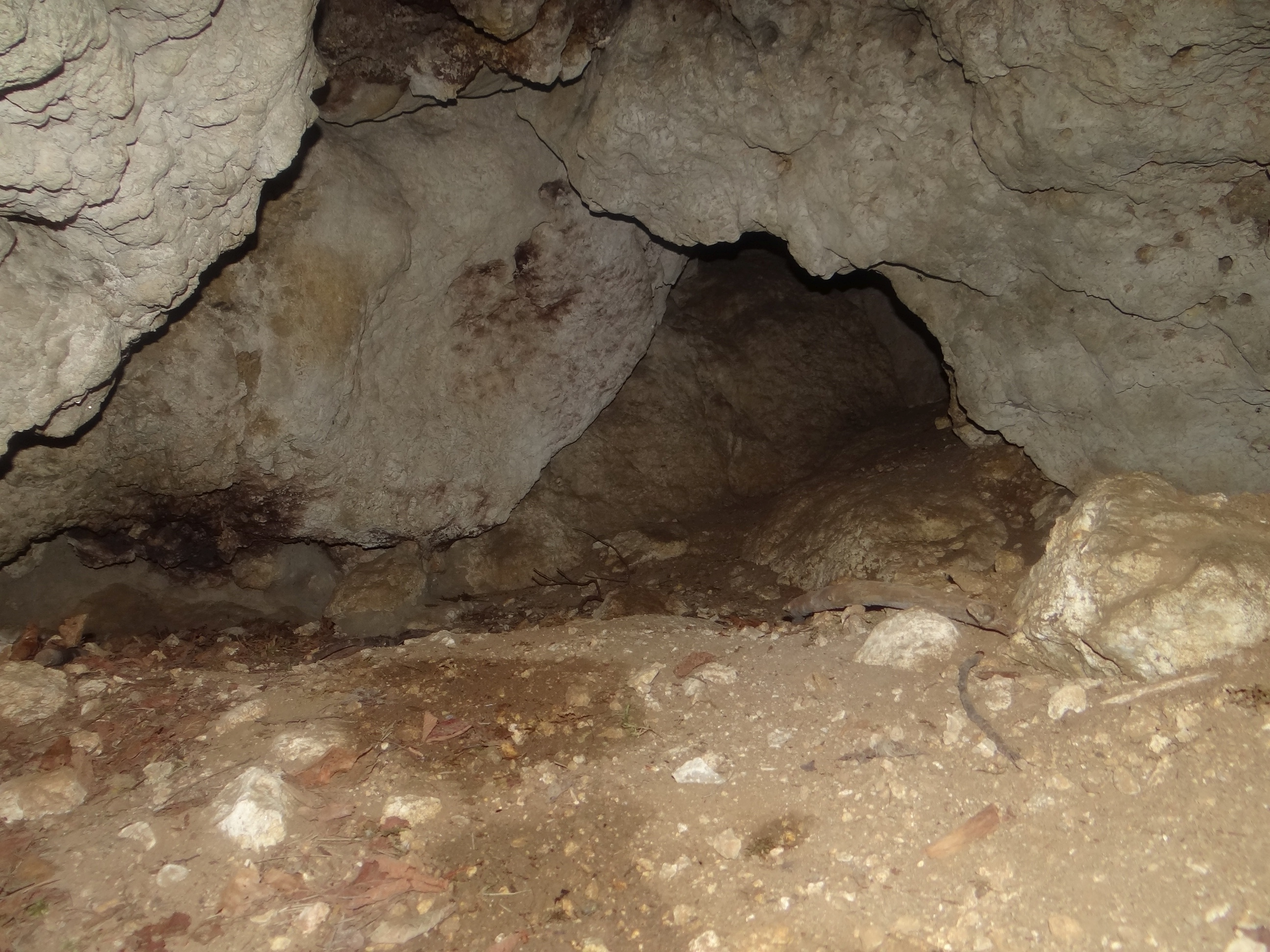
Korytarz

W odległości kilkunastu metrów na prawo od otworu jaskini znajduje się w innej skałce otwór Schroniska obok Jaskini na Skałce.